# All the Little Lights
All the Little Lights es el cuarto álbum de estudio del cantautor británico Passenger y fue lanzado por Black Crow Records y Nettwerk el 24 de febrero de 2012. El álbum contiene 12 pistas, que comprende 11 canciones de estudio grabadas en Linear Recording de Sídney, y una canción grabada en vivo en los límites de Londres. Una edición limitada cuenta con un segundo disco que contiene versiones acústicas de ocho canciones del álbum.

## Lista de canciones
Todas las canciones escritas y compuestas por Mike Rosenberg. 
| N.º | Título                                      | Duración |  |
| 1.  | «Things That Stop You Dreaming»             | 3:34     |  |
| 2.  | «Let Her Go»                                | 4:12     |  |
| 3.  | «Staring at the Stars»                      | 3:24     |  |
| 4.  | «All the Little Lights»                     | 3:55     |  |
| 5.  | «The Wrong Direction»                       | 3:39     |  |
| 6.  | «Circles»                                   | 3:09     |  |
| 7.  | «Keep on Walking»                           | 4:07     |  |
| 8.  | «Patient Love»                              | 3:07     |  |
| 9.  | «Life's for the Living»                     | 4:33     |  |
| 10. | «Holes»                                     | 3:31     |  |
| 11. | «Feather on the Clyde»                      | 5:02     |  |
| 12. | «I Hate» (Live from The Borderline, London) | 3:30     |  |

| Edición limitada Disco Dos |                                    |          |  |
| N.º                        | Título                             | Duración |  |
| 1.                         | «Let Her Go» (Acústico)            | 4:28     |  |
| 2.                         | «Staring at the Stars» (Acústico)  | 2:45     |  |
| 3.                         | «All the Little Lights» (Acústico) | 3:21     |  |
| 4.                         | «Circles» (Acústico)               | 3:09     |  |
| 5.                         | «Keep on Walking» (Acústico)       | 3:56     |  |
| 6.                         | «Patient Love» (Acústico)          | 3:21     |  |
| 7.                         | «Life's for the Living» (Acústico) | 4:30     |  |
| 8.                         | «Feather on the Clyde» (Acústico)  | 3:45     |  |

## Posicionamiento
| Lista (2012–13)                     | Mejor posición |
| ----------------------------------- | -------------- |
| Australia (ARIA)                    | 2              |
| Austria (Ö3 Austria)                | 6              |
| Bélgica (Ultratop flamenca)         | 7              |
| Bélgica (Ultratop valona)           | 45             |
| Canadá (Billboard Canadian Albums)  | 14             |
| Dinamarca (Hitlisten)               | 9              |
| Francia (SNEP)                      | 46             |
| Países Bajos (Album Top 100)        | 3              |
| Alemania (Media Control Charts)     | 6              |
| Ireland (IRMA)                      | 2              |
| Italian Albums (FIMI)               | 30             |
| Nueva Zelanda (Recorded Music NZ)   | 9              |
| Noruega (VG-lista)                  | 7              |
| Polonia (ZPAV)                      | 49             |
| South African Albums (RISA)         | 13             |
| España (PROMUSICAE)                 | 13             |
| Suecia (Sverigetopplistan)          | 34             |
| Suiza (Schweizer Hitparade)         | 5              |
| UK Albums (OCC)                     | 3              |
| Estados Unidos (Billboard 200)      | 26             |
| Estados Unidos (Folk Albums)        | 1              |
| Estados Unidos (Independent Albums) | 3              |
| Estados Unidos (Top Rock Albums)    | 5              |
| Billboard Heatseekers Albums        | 1              |

| Lista (2013)               | Posición |
| -------------------------- | -------- |
| Alemania                   | 16       |
| R.Unido                    | 19       |
| EE. UU. Folk Albums        | 9        |
| EE. UU. Independent Albums | 42       |

| Lista (2014)               | Posición |
| -------------------------- | -------- |
| Bélgica (Ultratop Flandes) | 146      |
| EE. UU. Billboard 200      | 83       |
| EE. UU. Folk Albums        | 1        |
| EE. UU. Independent Albums | 7        |
| EE. UU. Rock Albums        | 15       |

## Certificaciones
| Territorio  | Organismo certificador | Certificación | Ventas certificadas | Simbolización | Ref.          |        |        |        |
| Europa      | Europa                 | Europa        | Europa              | Europa        | Europa        | Europa | Europa | Europa |
| ----------- | ---------------------- | ------------- | ------------------- | ------------- | ------------- | ------ | ------ | ------ |
| Austria     | IFPI Austria           | Oro           | 10.000              |               | [ 34 ]        |        |        |        |
| Alemania    | BVMI                   | Platino       | 200.000             |               | [ 35 ]        |        |        |        |
| Noruega     | IFPI Noruega           | Oro           | 15.000              |               | [ 36 ]        |        |        |        |
| Suecia      | GLF                    | Oro           | 20.000              |               | [ 37 ]        |        |        |        |
| Suiza       | IFPI Suiza             | Oro           | 15.000              |               | [ 38 ]        |        |        |        |
| Reino Unido | BPI                    | Platino       | 516.506             |               | [ 39 ] [ 40 ] |        |        |        |
| América     |                        |               |                     |               |               |        |        |        |
| Canadá      | Music Canada           | Oro           | 40.000              |               | [ 41 ]        |        |        |        |
| Oceanía     |                        |               |                     |               |               |        |        |        |
| Australia   | ARIA                   | 2x Platino    | 140.000             | ,             | [ 42 ]        |        |        |        |